# 23111 Fritzperls
23111 Fritzperls este un asteroid din centura principală de asteroizi.

## Descriere
23111 Fritzperls este un asteroid din centura principală de asteroizi. A fost descoperit pe 2 ianuarie 2000 la Fountain Hills (Arizona) de Charles W. Juels. Asteroidul prezintă o orbită caracterizată de o semiaxă mare de 2,33 ua, o excentricitate de 0,05 și o înclinație de 6,8° în raport cu ecliptica.